# Trioza scottii
Trioza scottii är en insektsart som beskrevs av Löw 1880. Trioza scottii ingår i släktet Trioza och familjen spetsbladloppor.
Artens utbredningsområde är Iran. Inga underarter finns listade i Catalogue of Life.